# Klemensas Popeliučka
Klemensas Popeliučka, litovski general, * 26. junij 1892, † 25. oktober 1948.